# Килико, Луи
Луи Килико C.C. (фр. Louis Quilico) — канадский оперный певец (баритон) и педагог второй половины XX века.

## Биография
Луи Килико учился вокалу в Монреале у Фрэнка Роу до 1947 года, а затем в Консерватории Санта-Цецилия в Риме в 1947—1948 годах, где его учителем был знаменитый баритон Риккардо Страччари. В 1948 году, вернувшись в Монреаль, начал работать в Квебекской консерватории и в 1949 году женился на учительнице пения и пианистке Лине Пиццолонго. С этого же года Килико начинает исполнять партии второго плана в театре Variétés lyriques (в «Севильском цирюльнике», а позже в «Травиате»).
В 1952 году Килико получает стипендию от Маннес-колледжа в Нью-Йорке, где проводит следующие три года. В эти годы он выигрывает два конкурса исполнителей на радио, участвует в турне молодых канадских исполнителей с меццо-сопрано Роландой Гарнье, а также в музыкальных передачах CBC. В 1954 году он впервые выступает в Монреальской опере (в «Борисе Годунове»), а на следующий год побеждает в прослушиваниях Метрополитен-оперы. В октябре 1955 года он дебютирует в труппе Нью-Йоркской оперы в роли Жермона («Травиата») и следующие несколько лет сотрудничает с различными североамериканскими оперными коллективами.
Европейский дебют Килико состоялся в 1959 году на фестивале в Сполето в заглавной роли в «Герцоге Альба» Доницетти. В это время критик Эндрю Портер сравнивает его голос по богатству окраски с голосом Тито Гобби. На следующий год с партией Жоржа Жермона Килико начал свой четырёхлетний контракт с театром Ковент-Гарден; его партнёршей по первой постановке стала Джоан Сазерленд. В 1962 году Килико поет в Большом театре в «Борисе Годунове», а в 1963 году в Парижской Опере исполняет партию Родриго в «Доне Карлосе». В 1966 году он участвует в состоявшейся в Женеве мировой премьере оперы «Преступная мать» Мийо по заключительной пьесе трилогии Бомарше.
Во второй половине 60-х годов Килико выступает в Канаде на нескольких крупных мероприятиях, включая Всемирную выставку в Монреале, где в концертном исполнении «Отелло» он пел Яго с Терезой Стратас и Джоном Викерсом, а также Стратфордский фестиваль (с сольным концертом в 1967 и в дуэте с Лоис Маршалл в 1970 году). В эти годы он также выступает с Венской, Римской и Канадской оперой, с Театром Массимо Беллини (Палермо) и Театром Колон (Буэнос-Айрес), а в 1972 году наконец дебютирует и в Метрополитен-опере. Среди ролей Килико в этот период — заглавные партии в «Риголетто», «Макбете», «Симоне Бокканегра», «Фальстафе» Верди, а также Амонасро («Аида»), Скарпиа («Тоска»), верховный жрец («Самсон и Далила» Сен-Санса), Генрих Эштон («Лючия ди Ламмермур» Доницетти), Тонио («Паяцы»), Микеле («Плащ» Пуччини). В дальнейшем Луи Килико некоторое время выступал вместе со своим сыном Джино, также баритоном, в том числе в первом в истории совместном выступлении отца и сына в Метрополитен-опере в 1987 году (в «Доне Жуане» Моцарта).
С 1970 года Килико одновременно с выступлениями преподает на музыкальном факультете Торонтского университета. С 1987 по 1990 год он преподавал в Университете Макгилла (Монреаль), позже в Королевской музыкальной консерватории (Торонто), а с 1995 года в Академии вокала в Филадельфии.
В 1993 году Килико женился вторично, на пианистке Кристине Петровской, с которой некоторое время после этого давал совместные концерты. В 1994 году он в последний, 510-й раз исполнил в Оттаве с местной оперной труппой партию Риголетто. В Метрополитен-опере он пел в 90-е годы в «Паяцах» и «Тоске». Сезон 1996-97 годов стал для него двадцать пятым с этой труппой, а в 1998 году он её покинул. В последний раз он выступил в концерте в апреле 2000 года, ровно за три месяца до смерти.

## Признание
В 1965 году Луи Килико был удостоен Приза Каликса Лавалле, вручаемого наиболее выдающимся музыкальным деятелям Квебека. В 1974 году он стал компаньоном ордена Канады. В 1985 году Килико был награждён медалью Канадского совета по музыке, а через два года стал почётным доктором Университета Квебека. В 1999 году ему был вручён «Дух Песни» — Премия генерал-губернатора в области исполнительного искусства. В его честь названа улица в монреальском районе Сен-Леонар.